# Herbault
Herbault ist eine französische Gemeinde mit 1.139 Einwohnern (Stand: 1. Januar 2022) im Département Loir-et-Cher in der Region Centre-Val de Loire. Sie gehört zum Arrondissement Blois, zum Kanton Veuzain-sur-Loire und zum Gemeindeverband Agglomération de Blois. Die Einwohner werden Herbaltois und Herbaltoises genannt.

## Geografie
Die Gemeinde Herbault liegt etwa 14 Kilometer westnordwestlich von Blois. Umgeben wird Herbault von den Nachbargemeinden Landes-le-Gaulois im Norden, Saint-Lubin-en-Vergonnois im Osten, Valencisse im Süden, Santenay im Südwesten sowie Françay im Westen. Durch die Gemeinde führt die Autoroute A10.

## Bevölkerungsentwicklung
| Jahr                       | 1962 | 1968 | 1975 | 1982 | 1990 | 1999 | 2010 | 2021 |
| Einwohner                  | 878  | 955  | 894  | 937  | 926  | 1050 | 1197 | 1145 |
| Quellen: Cassini und INSEE |      |      |      |      |      |      |      |      |

## Sehenswürdigkeiten

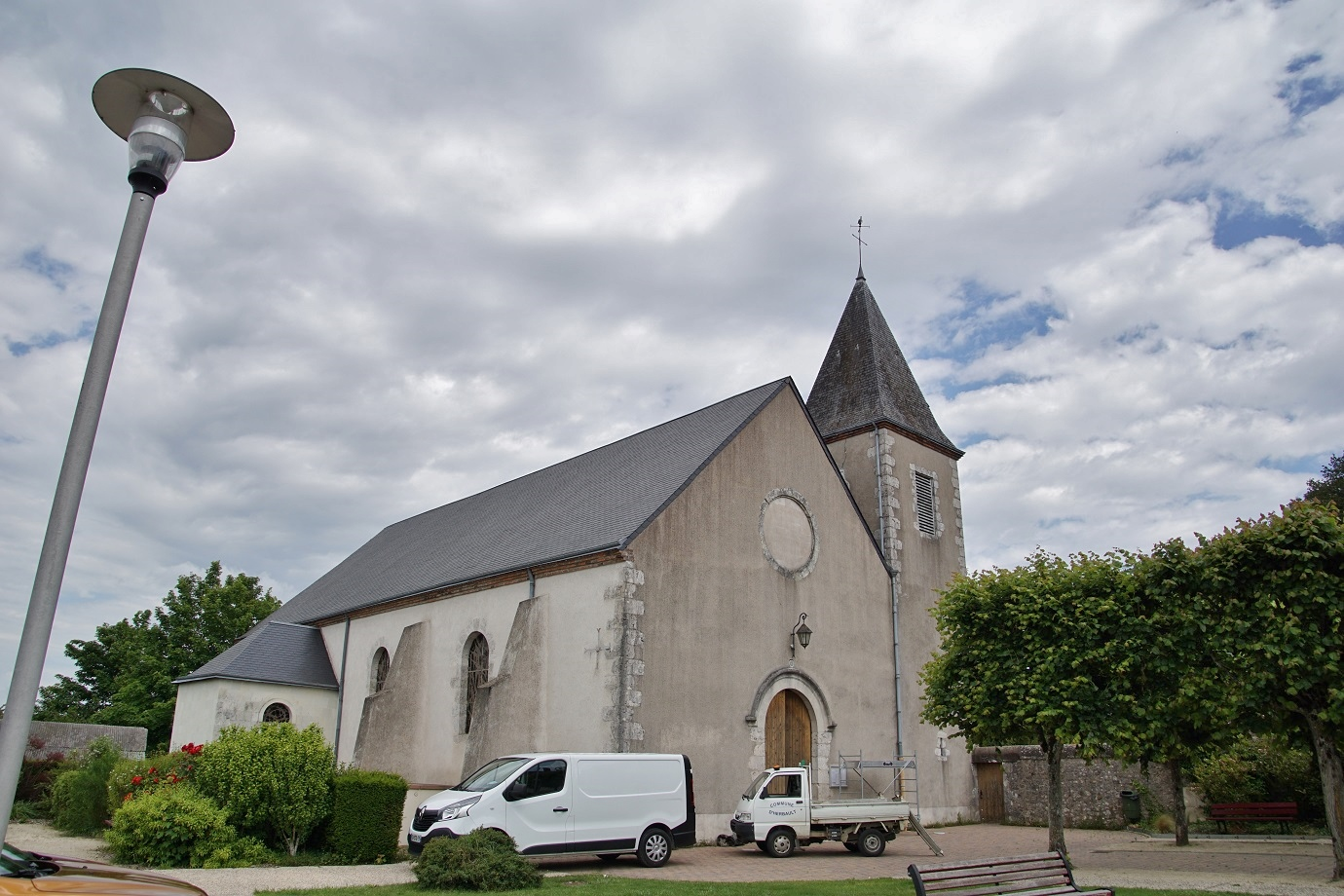
Kirche Saint-Martin
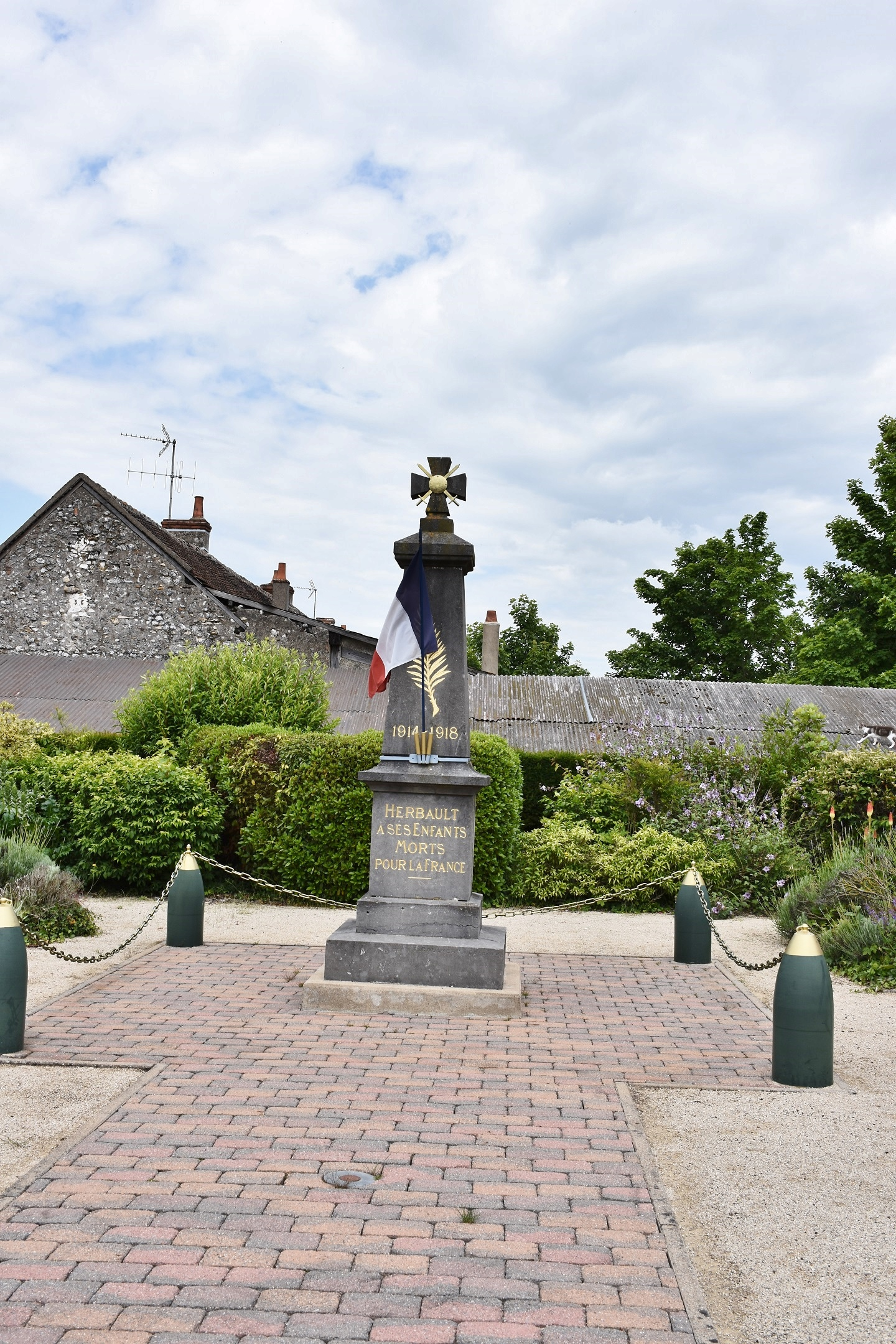
Gefallenendenkmal

- Kirche Saint-Martin
- Gefallenendenkmal